# Kasper Klausen
Kasper Klausen (født 20. december 1982) er en dansk fodboldspiller og midtbanespiller for Hvidovre IF.
Klausen kom til AC Horsens i sommeren 2005, lige efter at klubben havde sikret sig oprykningen til Superligaen. Tidligere havde han spillet for klubberne Hvidovre IF og BK Skjold i København. I sin første sæson i klubben var han stort set fast mand på højrekanten, men i de efterfølgende år har han været ramt af skader, og har ikke været ret meget inde omkring holdet.
Klausen forlod pr. 1. juli 2008 AC Horsens, da han ikke fik forlænget sin kontrakt.